# Sylvia Polso
Sylvia Maria Polso, född 1 april 1911 i Ironwood, Michigan, död 26 augusti 1996 i El Paso, var en amerikafinländsk dragspelerska och pianist.
Polso var dotter till August Polso och dennes hustru Maria, född Suokko. Redan som ung intresserade sig Polso för musik och började som tolvåring att spela piano och dragspel, vilket hon studerade hos Pietro Deiro. 1930 engagerades Polso som dragspelare vid Viola Turpeinens och John Rosendahls turnerande ensemble och efter Rosendahls död började Polso uppträda tillsammans med Antti Kosola och William Syrjälä i mötesplatsen Raivaajas dansorkester. Hon blev mycket populär och kallades "dragspelens Greta Garbo".
På 1930-talet gifte sig Polso med läkaren Harold Edenoff och lade spelandet åt sidan. Hon gifte sig senare Washburn.

## Skivinspelningar

### 3 augusti 1931
(tillsammans med Viola Turpeinen och John Rosendahl)
- Iloiset päivät
- Kaikuja tanssisalista
- Merellä
- Mikkelin polkka
- Neuvoja naimattomille